# Гилберт, Грег
Грегори Скотт Гилберт (англ. Gregory Scott Gilbert; род. 22 января 1962, Миссиссога) —  канадский хоккеист и тренер; в качестве игрока трёхкратный обладатель Кубка Стэнли в составе «Нью-Йорк Айлендерс» (1982, 1983) и «Нью-Йорк Рейнджерс» (1994).

## Карьера

### Игровая карьера
На драфте НХЛ 1980 года был выбран в 4-м раунде под общим 80-м номером клубом «Нью-Йорк Айлендерс». После выбора на драфте вернулся в «Торонто Мальборос», где по итогам сезона 1981/82 заработал 108 очков, став в команде одним из лучших бомбардиров.
По окончании сезона дебютировал в НХЛ за «Айлендерс», отыграв остаток сезона, выиграв в составе команды Кубок Стэнли. В 1983 году завоевал с «Айлендерс» свой второй Кубок Стэнли и отыграл в составе этой команды следующие шесть сезонов.
В марте 1989 года был обменян в «Чикаго Блэкхокс» на право выбора на драфте 1989 года. В составе «Блэкхокс» он отыграл оставшуюся часть сезона и четыре следующие сезона.
По окончании сезона 1993/94 в качестве свободного агента перешёл в «Нью-Йорк Рейнджерс», с котором в 1994 году выиграл свой третий Кубок Стэнли в карьере.
Став свободным агентом из-за локаута, в январе 1995 года перешёл в «Сент-Луис Блюз», отыграв в котором полтора сезона завершил игровую карьеру в возрасте 34 лет.

### Тренерская карьера
Работал главным тренером с командами «Вустер АйсКэтс» (1996—2000), «Калгари Флэймз» (2001—2003), «Миссисога АйсДогз» (2003—2006), «Торонто Марлис» (2006—2009), «Адирондак Фантомс» (2009—2011) и «Сагино Спирит» (2011—2016).
На ЮЧМ-2006 работал главным тренером юниорской сборной Канады, которая осталась без медалей, заняв итоговое четвёртое место.